# Konik
Konikken (polsk: konik) er lille, semi-vild hest, med oprindelse i Polen. Det polske ord "konik" (flertal: koniki) er diminutiv af "kon", det polske ord for "hest" (somme tider forveksles ordet med "kuc", der betyder "pony"). Konik henviser til en bestemt hesterace. 
Konikken mentes at være slægtning tarpanen, der er en af de oprindelige hesteracer i Østeuropa, som er blevet blandet med flere polske og russiske heste. Imidlertid modsiger genetiske undersøgelser nu opfattelsen, at konik er en overlevende form af østeuropæisk vildhest, ligesom konikken ikke er tæt forbundet med disse. Konik deler mitokondrielt DNA med mange andre domesticerede hesteacer, og deres Y-kromosomer er næsten identisk.

## Avl
I 1936 begyndte professor Tadeusz Vetulani fra Poznań universitet forsøg på at avle den nyligt uddøde tarpan frem. For at opnå dette brugte han heste fra Bilgoraj-området i voivodskabet Lublin, der nedstammer fra vilde tarpan-heste indfanget i 1780 i Białowieskaskoven og holdt i Zamoyski zoo indtil 1808. Disse var senere blevet givet til lokale bønder og krydset med indenlandske heste. Den polske regering beslaglagde alle de konik, der viste tarpan-lignende træk. Resultatet af dette selektive avlsprogram er, at semi-vilde flokke af konikker i dag kan ses i mange naturreservater og parker og i det sidste naturlige levested i Białowieskaskoven på grænsen mellem Polen og Hviderusland.

## Fysiske træk
- Højde over skulderene: 134 cm
- Bryst omkreds: 168 centimeter

Racen er lavstammet, med stærk, firskåren bygning, lyst hoved med en lige profil. Konikken har en dyb brystkasse, en tyk manke og viser mange primitive træk. Nogle konikracer er black eller "musegrå" (farver, der var almindelig for vildheste) og har en ål (en mørk rygstribe, der starter mellem hestens ører, går gennem manen, over ryggen og ud i halen).
Konik har en fantastisk overlevelsesevne, kan leve i lang tid uden foder, er ekstrem robust og lever ofte længe. Konik er en god ridehest.